# Liste der meistverkauften Countrysingles in den USA (1956)
Dies ist die Liste der meistverkauften Country-and-Western-Singles in den USA im Jahre 1956. Die Liste wurde vom Billboard gemäß den „C&W Charts according toBest Sellers in Stores“ ermittelt. Die Daten wurden durch weitergehende Informationen aus anderen Quellen ergänzt.
| Rang | Interpret                   | Titel & Komponisten | Label & Katalognummer   |
| ---- | --------------------------- | --- | ----------------------- |
| 1    | Ray Price                   | "Crazy Arms" (Ralph Mooney & Charles Seals) – B-Seite: "You Done Me Wrong"                                                           | Columbia 21510          |
| 2    | Elvis Presley               | "Heartbreak Hotel" (Axton, Durden, Presley) – B-Seite: "I Was The One" (Aaron Schroeder, Bill Peppers, Claude Demetrius & Hal Blair) | Victor 20-6420          |
| 3    | Johnny Cash                 | "I Walk the Line" (Johnny Cash) – B-Seite: "Get Rhythm" (Johnny Cash)                                                                | Sun 241                 |
| 4    | Carl Perkins                | "Blue Suede Shoes" (Carl Perkins) – B-Seite: "Honey Don’t" (Carl Perkins)                                                            | Sun 234                 |
| 5    | Kitty Wells                 | "Searching" ( ) – B-Seite: "I’d Rather Stay Home"                                                                                    | Decca 29956             |
| 6    | Elvis Presley               | "I Want You, I Need You, I Love You" (Maurice Mysels & Ira Kosloff)- B-Seite: "My Baby Left Me"                                      | Victor 20-6540          |
| 7    | Elvis Presley               | B: Seite "Don’t Be Cruel " (Otis Blackwell) – A-Seite: "Hound Dog"                                                                   | Victor 20-6604          |
| 8    | Red Sovine & Webb Pierce    | "Why Baby Why" ( ) – B-Seite: "Missing You"                                                                                          | Decca 29755             |
| 9    | Elvis Presley               | "I Forget To Remember To Forget" () – B-Seite: "Mystery Train"                                                                       | Victor 20-6357, Sun 223 |
| 10   | Marty Robbins               | "Singing The Blues" (Melvin Endsley ) – B-Seite: "I Can’t Quit"                                                                      | Columbia 21545          |
| 11   | Elvis Presley               | "Hound Dog" (Jerry Leiber & Mike Stoller) – B-Seite: "Don’t Be Cruel"                                                                | Victor 20-6604          |
| 12   | Red Foley & Kitty Wells     | "You And Me" ( ) – B-Seite: "No One But You"                                                                                         | Decca 29740             |
| 13   | Faron Young                 | "Sweet Dreams" ( ) – B-Seite: "Until I Met You"                                                                                      | Capitol 3443            |
| 14   | Johnny Cash                 | "So Doggone Lonesome" (Johnny Cash ) – B-Seite: "Folsom Prison Blues" (Johnny Cash)                                                  | Sun 232                 |
| 15   | Tennessee Ernie Ford        | "Sixteen Tons" () – B-Seite: "You Don’t Have To Be A Baby To Cry"                                                                    | Capitol                 |
| 16   | Webb Pierce                 | "Love Love Love" ( ) – B-Seite: "If You Were Me"                                                                                     | Decca 29662             |
| 17   | Louvin Brothers             | "I Don’t Believe You Met My Baby" ( ) – B-Seite: "No One But You"                                                                    | Capitol 1300            |
| 18   | Jim Ed Brown & Maxine Brown | "I Take The Chance" ( ) – B-Seite: "Goo Goo Dada"                                                                                    | Victor 20-6440          |
| 19   | Hank Thompson               | "Blackboard Of My Heart" ( ) – B-Seite: "I’m Not Mad, Just Hurt"                                                                     | Capitol 1343            |
| 20   | Gene Vincent                | "Be-Bop-A-Lula" (Gene Vincent ) – B-Seite: "Woman Love"                                                                              | Capitol 3450            |